# ママドゥ・フォファナ
ママドゥ・フォファナ（Mamadou Fofana、1998年1月21日 - ）は、マリのプロサッカー選手。サッカーマリ代表。ニューイングランド・レボリューション所属。ポジションはディフェンダー。

## 経歴

### クラブ
2016年、スタッド・マリアンのアカデミーからトルコのアランヤスポルに加入。2017年1月14日のチャイクル・リゼスポル戦でプロデビュー。
2018年7月5日にFCメスへ4年契約で移籍した。
2021年8月12日、5年契約でアミアンSCへ移籍した。
2024年12月2日、ニューイングランド・レボリューションに3年契約で移籍した。

### 代表
ユース年代からマリ代表に選出されている。主な大会では2015 FIFA U-17ワールドカップ、U-20アフリカネイションズカップ2017にマリ代表として参加した。
2017年10月6日、2018 FIFAワールドカップ・アフリカ予選のコートジボワール戦でフル代表デビューを果たした。